# Klotten

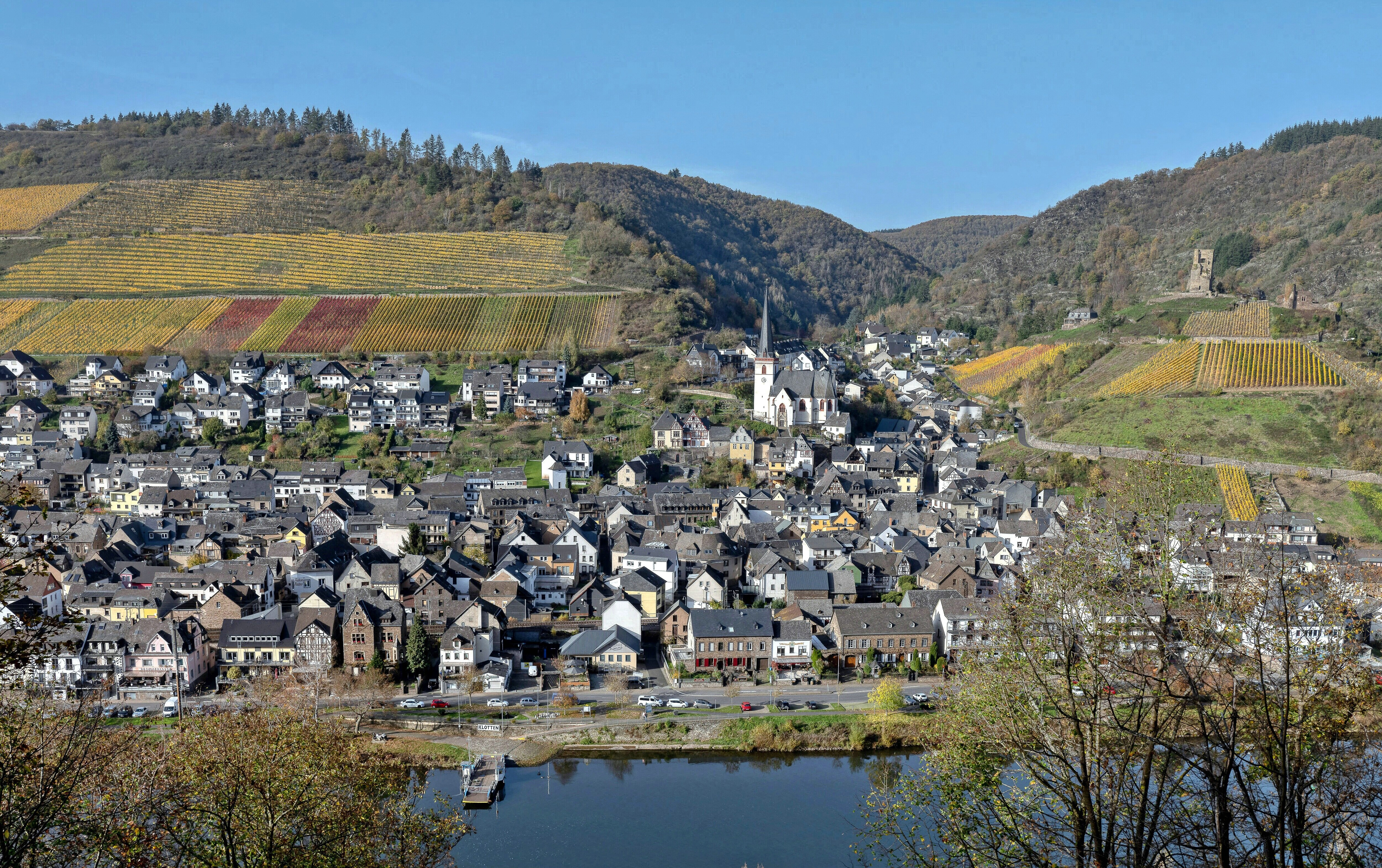
Klotten mit Coraidelstein

Klotten (amtliche Schreibweise bis 6. Dezember 1935: Clotten) ist eine Ortsgemeinde im Landkreis Cochem-Zell in Rheinland-Pfalz. Sie gehört der Verbandsgemeinde Cochem an.

## Geographie

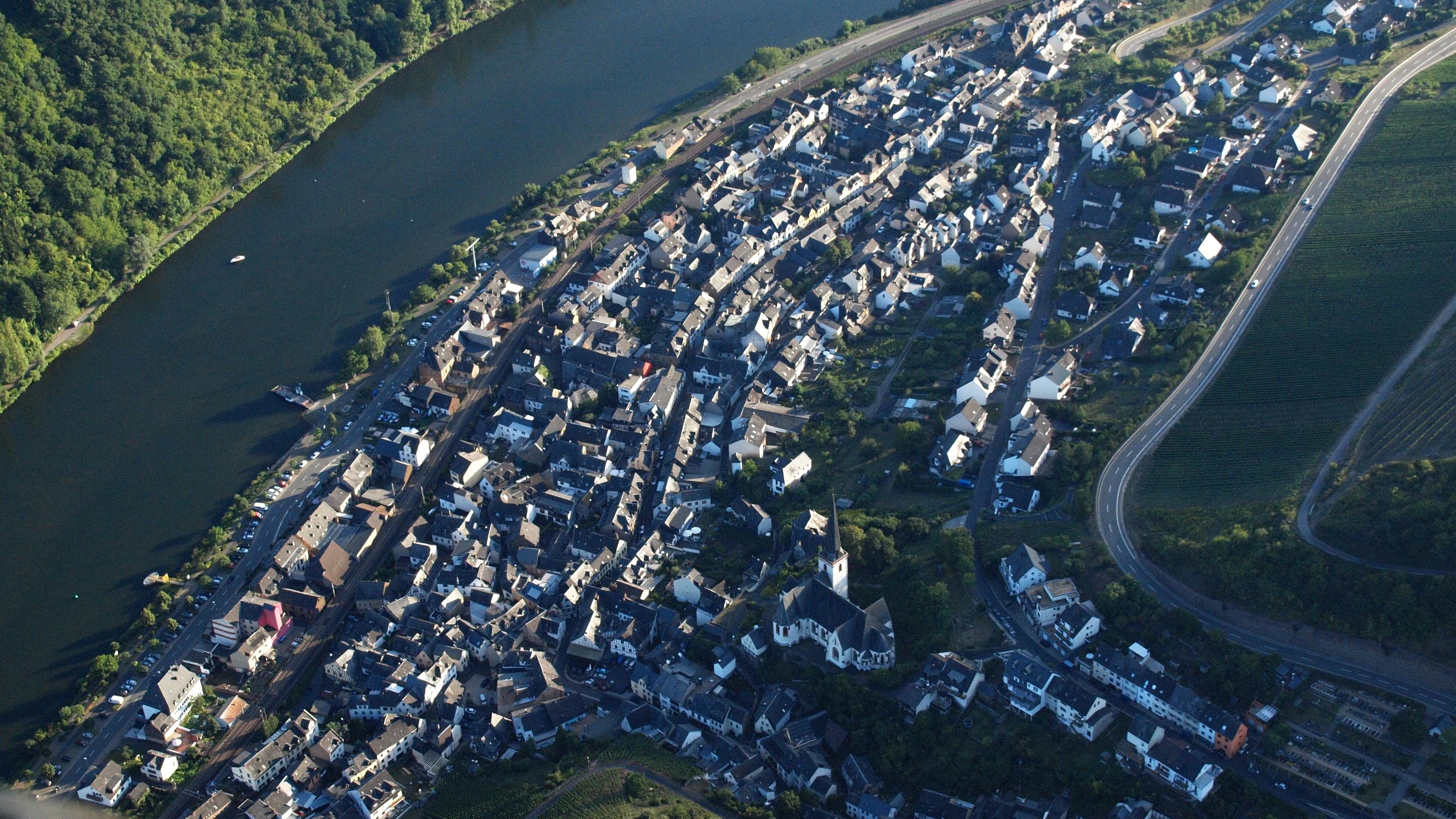
Klotten, Luftaufnahme (2015)

Der Weinort Klotten liegt an der Mosel nordöstlich der Kernstadt Cochem und ist von steilen Schieferhängen umgeben. Weinbergslagen sind Burg Coraidelstein, Brauneberg und Rosenberg. Moselzuflüsse bei Klotten sind der Kaderbach, der Dortebach und der Fellerbach. Nordöstlich des Ortes liegt das 35 ha große Naturschutzgebiet Dortebachtal. Es erstreckt sich entlang des Dortebaches, eines nördlichen Zuflusses der Mosel.

## Geschichte
Der älteste Ortsname „Monte Clothariensis“ (Schenkungen an den Hl. Willibrord 698) ist durch das Liber Aureus Epternacensis des Klosters Echternach, bestätigt. 814 bestätigt Kaiser Ludwig der Fromme dem Kloster Stablo/Stavelot eine Kapelle und den Zehnten in „Clodena“ (Regesta Imperii I, 545, die ursprüngliche Schenkungsurkunde Childerichs ist verloren, die Bestätigungsurkunde ist eine Kopie des 15. Jh.). Die Erwähnung in einer Urkunde finden wir in einem Diplom König Arnulfs, der 888 in Frankfurt am Main dem Marienstift zu Aachen ein zehntpflichtiges Gut in „Cloduna“ bestätigt (MGH DArn Nr.031). Noch 1191 erscheint Klotten unter den Besitzungen dieses Aachener Marienstifts.
Die Polenkönigin Richeza, Tochter des Pfalzgrafen Ezzo und Enkelin des Kaisers Otto II., hielt sich wahrscheinlich mit ihren drei Kindern von 1040 bis 1049 in Klotten auf. In Klotten hatte sie sich eine Kapelle (Nikolauskirche) und einen Wohnturm erbauen lassen, der mit einer Brücke zur Kapelle verbunden war. Ihren gesamten Besitz hatte sie nach ihrem Tod am 21. März 1063 der Benediktinerabtei Brauweiler bei Köln vermacht. Ihr Sarkophag steht heute im Kölner Dom, links hinter dem Hochaltar, dem Dreikönigsschrein.
Die Landesherrschaft Kurtriers endete mit der Besetzung des Linken Rheinufers 1794/96 durch französische Revolutionstruppen. Bis 1814 gehörte Klotten zur Mairie Pommern im Kanton Cochem. 1815 wurde die Region auf dem Wiener Kongress dem Königreich Preußen zugeordnet. Seit 1946 ist der Ort Teil des damals neu gebildeten Landes Rheinland-Pfalz.
Im Sommer 1968 kam es in Klottener Bachtal, einem Seitental der Mosel, nach wochenlangem Regen, zum Abgang einer ehemaligen Kippe. Bei diesem Ereignis kamen keine Menschen zu Schaden.
Statistik zur Einwohnerentwicklung
Die Entwicklung der Einwohnerzahl von Klotten, die Werte von 1871 bis 1987 beruhen auf Volkszählungen:
| Jahr | Einwohner |
| 1815 | 824       |
| 1835 | 1175      |
| 1871 | 1533      |
| 1905 | 1895      |
| 1939 | 1888      |
| 1950 | 1929      |

| Jahr | Einwohner |
| 1961 | 1838      |
| 1970 | 1879      |
| 1987 | 1581      |
| 2005 | 1421      |
| 2015 | 1233      |
| 2016 | 1221      |

## Politik

### Gemeinderat
Der Gemeinderat in Klotten besteht aus 16 Ratsmitgliedern, die bei der Kommunalwahl am 9. Juni 2024 in einer Mehrheitswahl gewählt wurden, und dem ehrenamtlichen Ortsbürgermeister als Vorsitzendem. Bis zur Wahl 2019 wurde in einer personalisierten Verhältniswahl gewählt, da mindestens zwei Wahlvorschlagslisten eingereicht wurden.
Die Sitzverteilung im Gemeinderat:
| Wahl | SPD               | CDU               | FWG               | Gesamt   |
| ---- | ----------------- | ----------------- | ----------------- | -------- |
| 2024 | per Mehrheitswahl | per Mehrheitswahl | per Mehrheitswahl | 16 Sitze |
| 2019 | –                 | 7                 | 9                 | 16 Sitze |
| 2014 | –                 | 7                 | 9                 | 16 Sitze |
| 2009 | 1                 | 6                 | 9                 | 16 Sitze |
| 2004 | 2                 | 5                 | 9                 | 16 Sitze |

* FWG = Freie Wählergruppe Klotten e. V.

### Bürgermeister

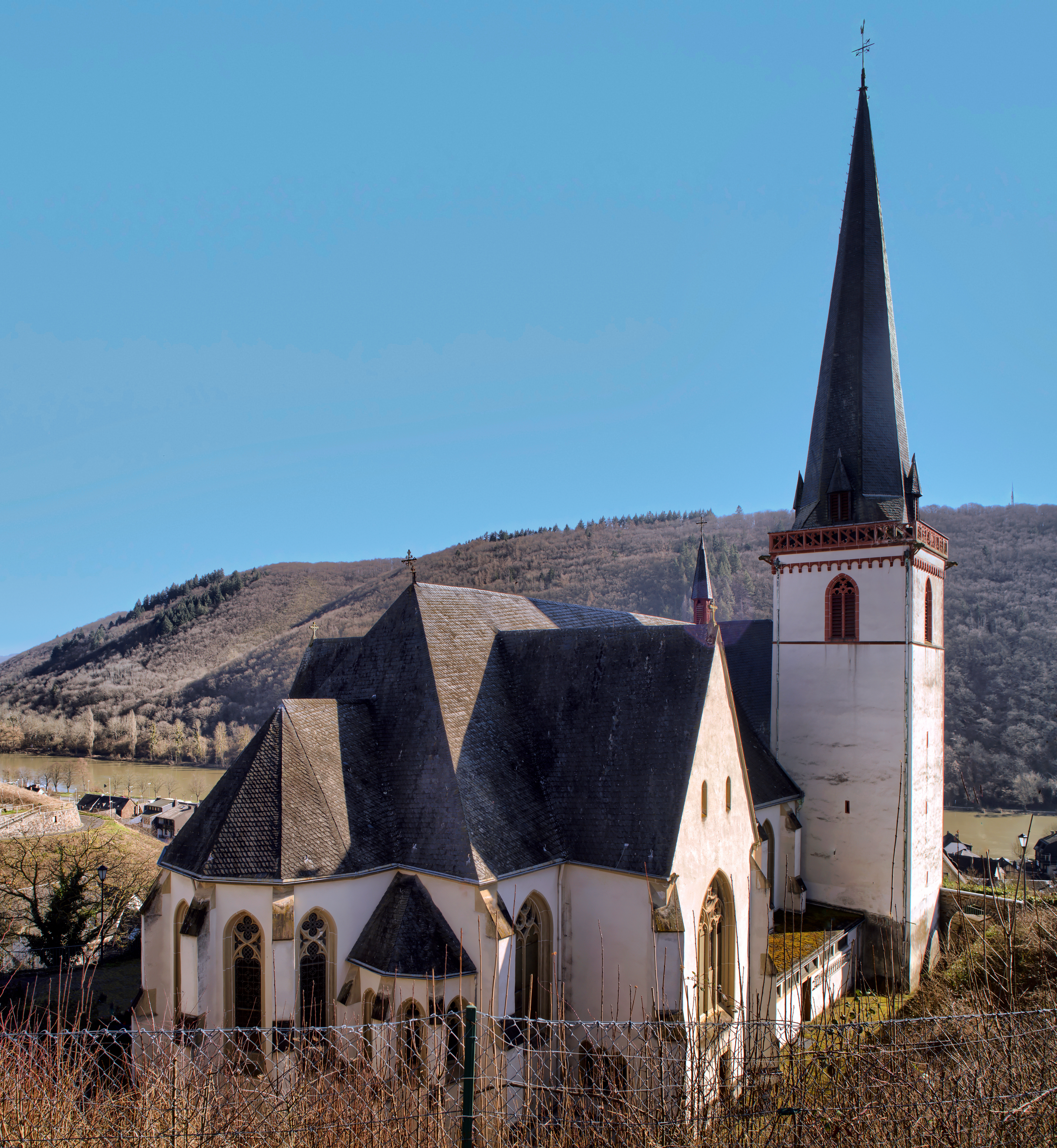
Pfarrkirche St. Maximinus

Uli Oster wurde am 27. Juli 2023 Ortsbürgermeister von Klotten. Da für eine am 18. Juni 2023 angesetzte Direktwahl kein gültiger Wahlvorschlag eingereicht wurde, oblag die Neuwahl des Bürgermeisters gemäß Gemeindeordnung dem Rat. Dieser entschied sich einstimmig für den bisherigen Beigeordneten Uli Oster. Bei der Direktwahl am 9. Juni 2024 wurde er als einziger Bewerber mit einem Stimmenanteil von 92,2 % für weitere fünf Jahre wiedergewählt.
Osters Vorgänger Holger Becker hatte das Amt am 21. Juni 2019 übernommen. Bei der Direktwahl am 26. Mai 2019 war er mit einem Stimmenanteil von 81,90 % für fünf Jahre gewählt worden. Zum 1. März 2023 legte Holger Becker jedoch sein Ehrenamt vorzeitig nieder, wodurch eine Neuwahl erforderlich wurde. Beckers Vorgänger Dieter Lürtzener hatte das Amt von 2014 bis 2019 ausgeübt.

## Sehenswürdigkeiten
Auf einer Bergkuppe über Klotten liegt Burg Coraidelstein. In der Nähe auf den Moselhöhen befindet sich der Wild- und Freizeitpark Klotten. Sehenswert sind die am Moselhöhenweg liegende Seitskapelle und das Naturschutzgebiet Dortebachtal.
Seit 2002 befindet sich in der spätgotischen Pfarrkirche St. Maximinus eine Reliquie der Polenkönigin Richeza.

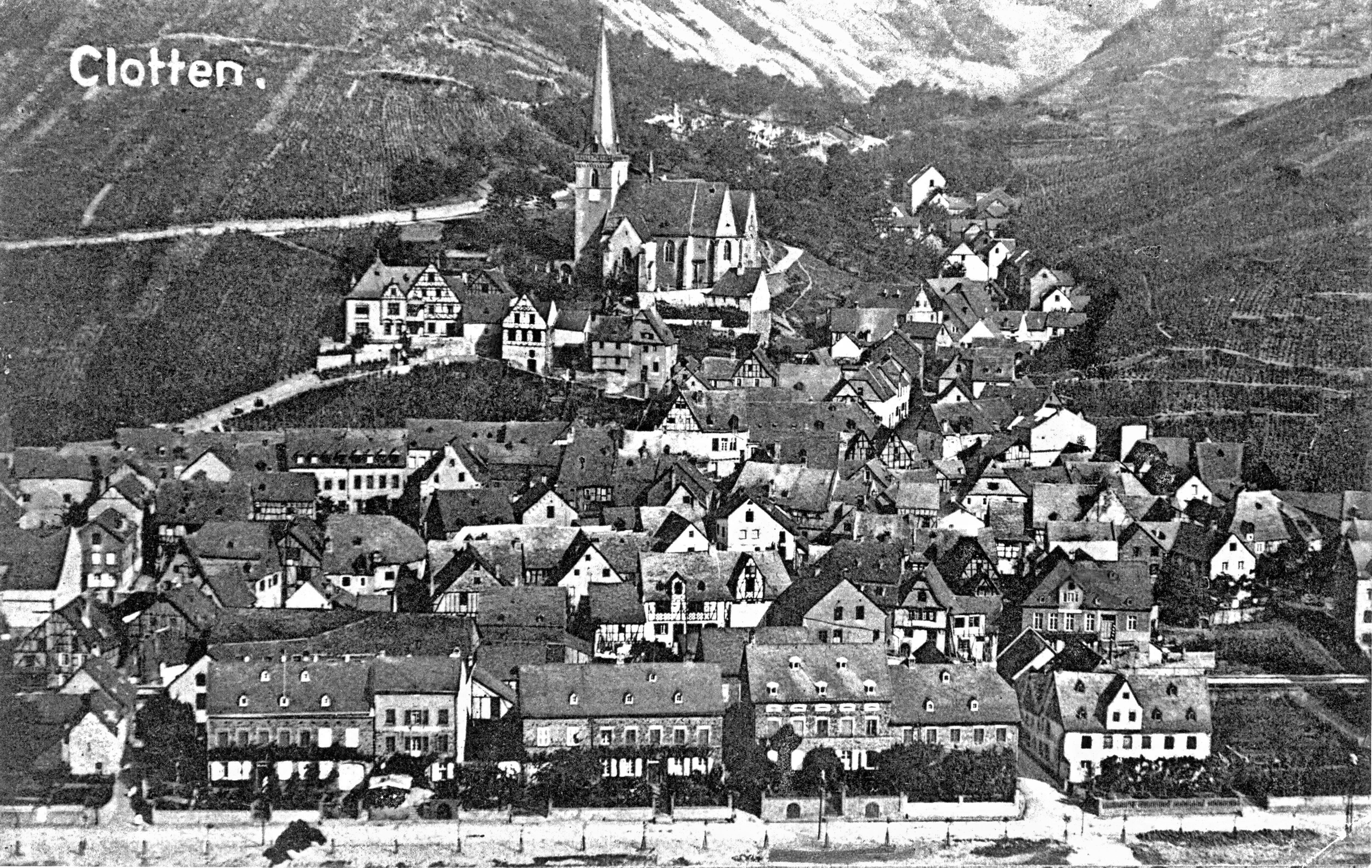
Klotten um 1900
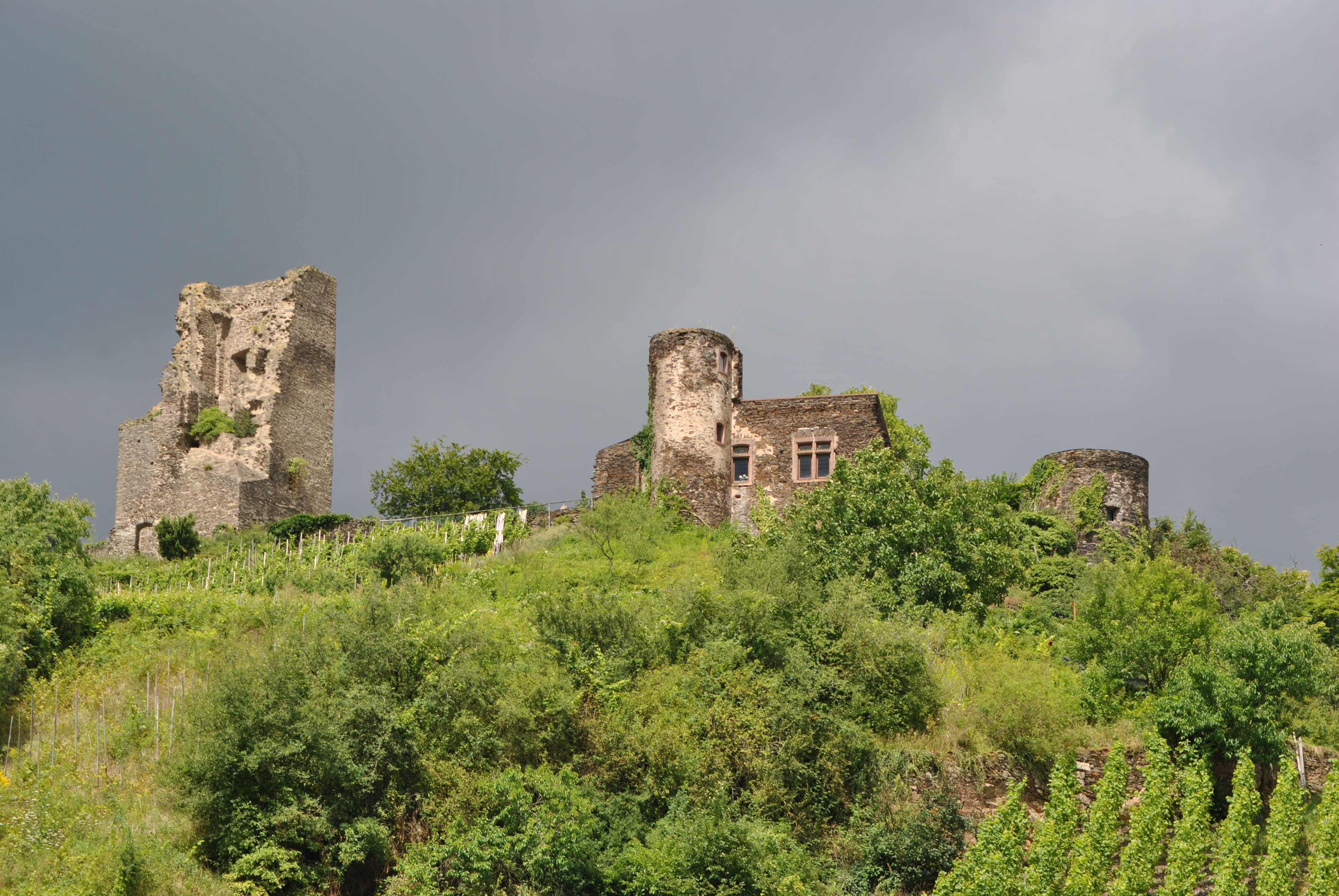
Burg Coraidelstein
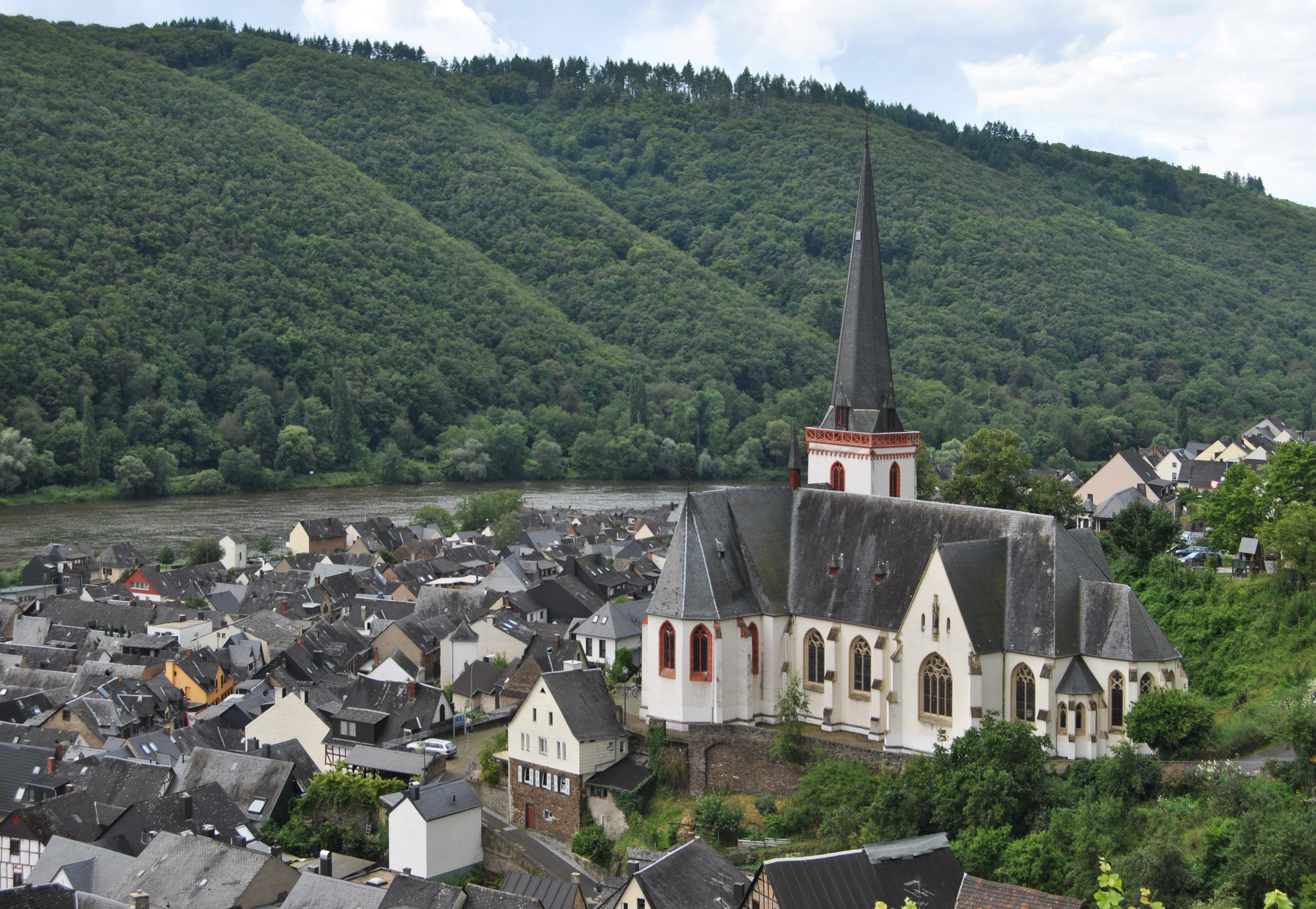
Blick vom Coraidelstein
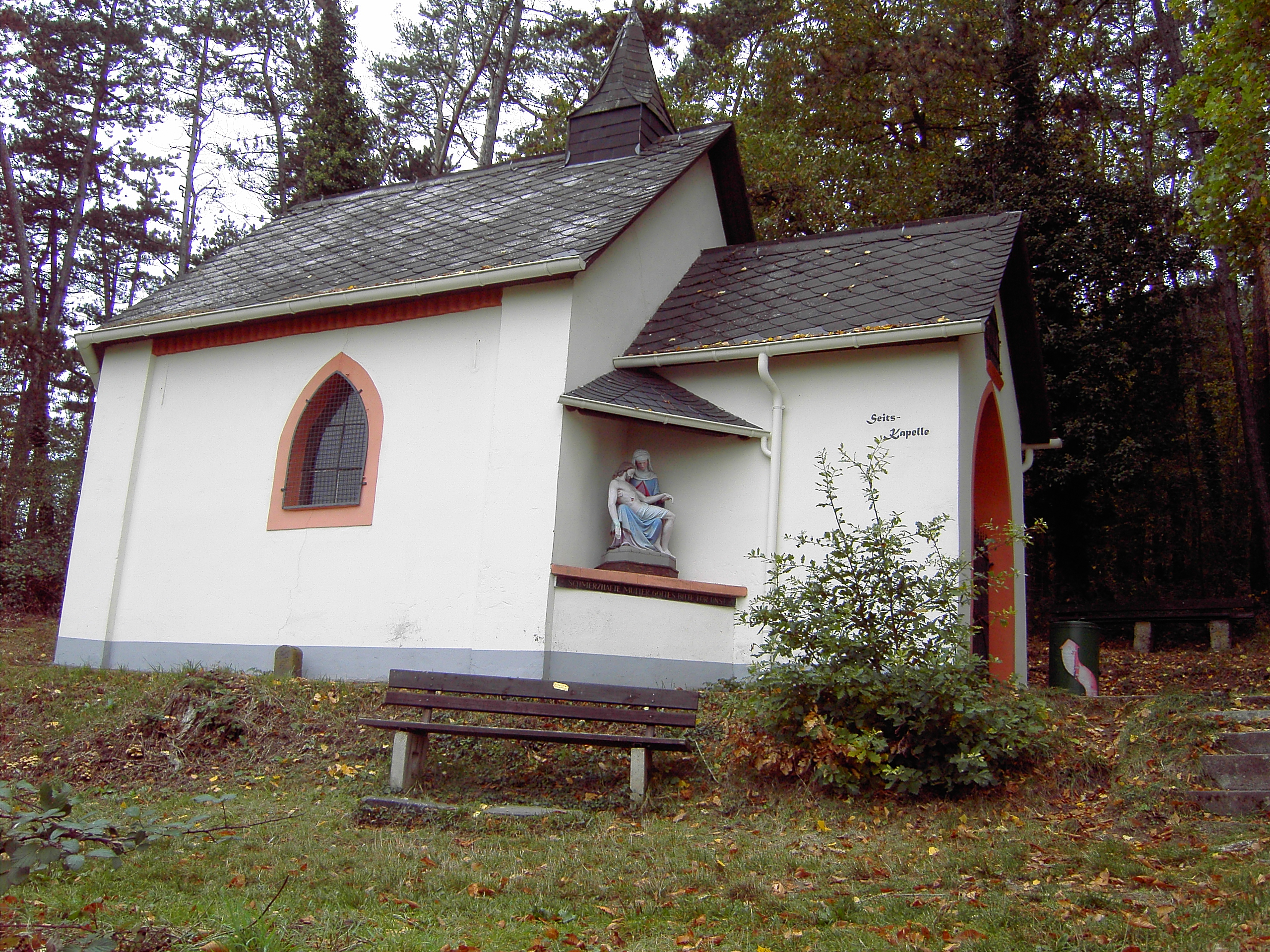
Seitskapelle
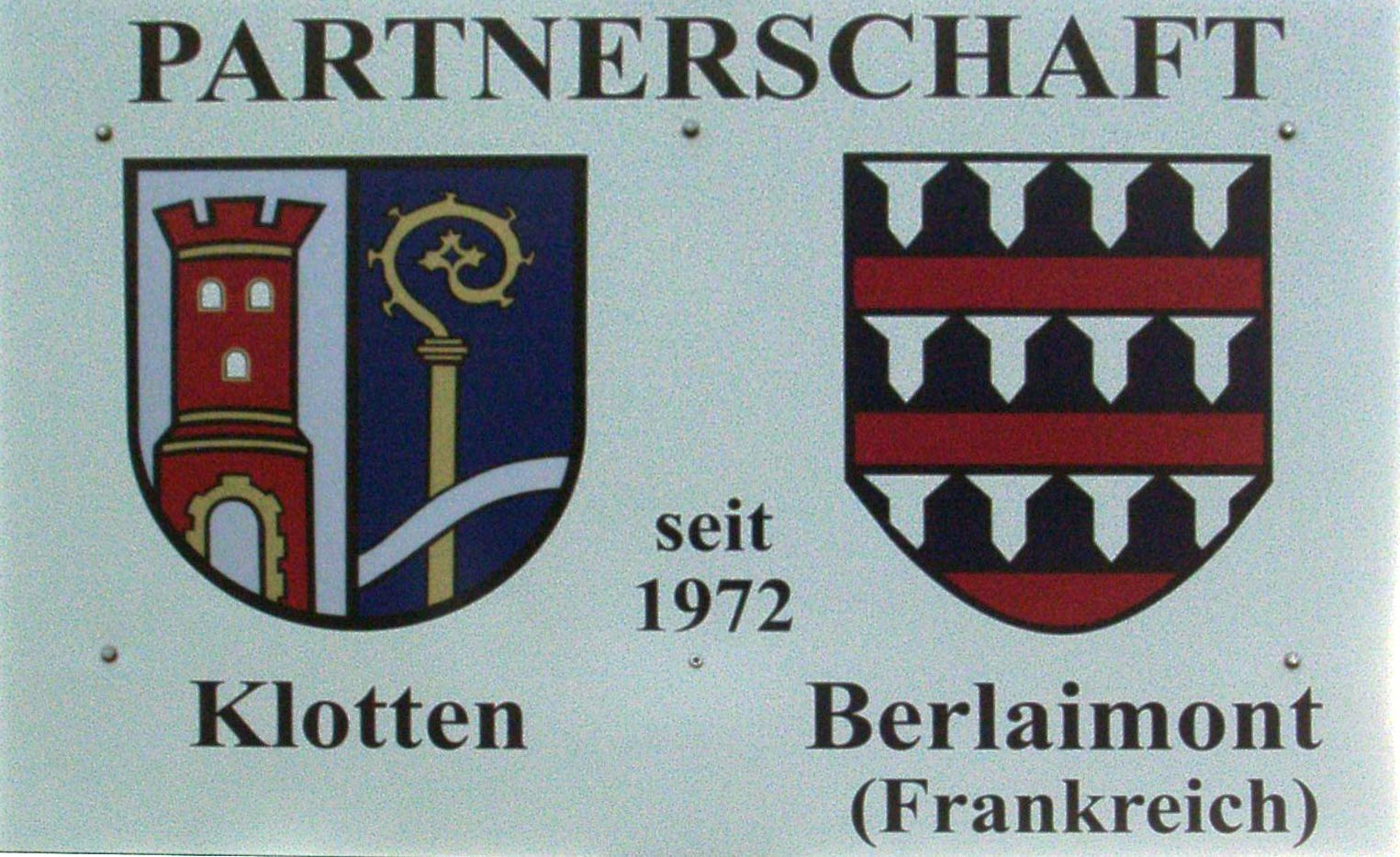
Tafel mit den Wappen von Klotten und der Partnergemeinde Berlaimont

## Veranstaltungen
Erstmals 1970 unter der Leitung der ONS als „Eifel-Bergpreis Kaisersesch“, später als NAVC-Veranstaltung wurde ein Bergrennen auf der K 25 nach Wirfus ausgetragen.
Seit 2021 trägt der Verein Dorfgemeinschaft Dohrer Bolzplatz e. V. das Mofa-Rennen „Stoppelfeld-CUP“ aus. Dieses Rennen findet auch an der K 25 zwischen Klotten und Wirfus statt.

## Bildung
In Klotten gab es eine Grundschule, die im Schuljahr 2016/2017 noch insgesamt 7 Schüler besuchten. Zum 31. Juli 2017 wurde die Schule wegen der geringen Schülerzahl geschlossen.

## Verkehr
Am Haltepunkt Klotten an der Moselstrecke hält die zwischen Koblenz – Treis-Karden und Trier verkehrende RB 81 (Moseltalbahn).

### Fähre

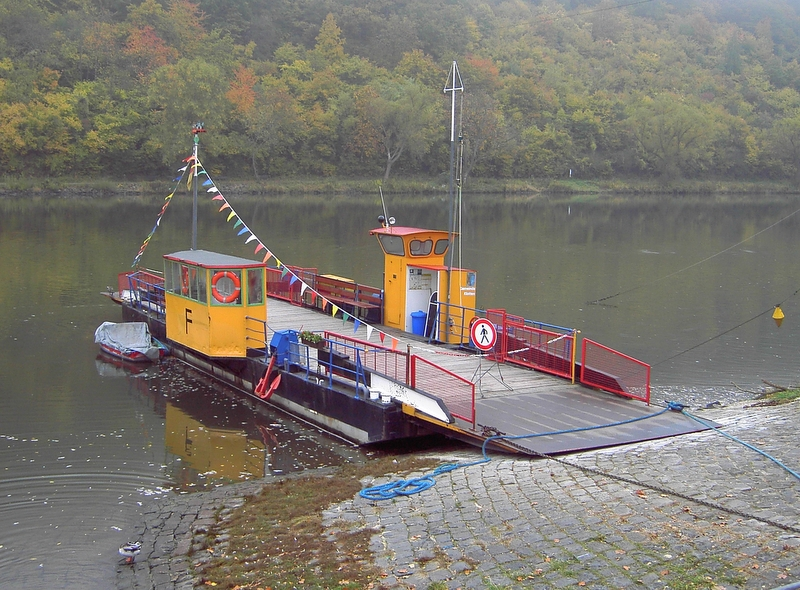
Klottener Fähre

Im 19. Jahrhundert wurde eine Gierfähre für den Personenverkehr über die Mosel eingerichtet, welche 1906 mit einem größeren Schiff ausgerüstet auch Wagen und Vieh übersetzen konnte. Nach der Flussregulierung 1967 reichte die Strömung für den Betrieb nicht mehr aus, weshalb die Gemeinde 1969 eine Fähre mit Dieselmotor anschaffte, die heutige Fähre Klotten.

## Persönlichkeiten
- Richeza, (um 995–1063), Königin von Polen, wohnte von 1040 bis 1049 im Ort
- Huso (Ministeriale) (* Ende des 10. Jahrhunderts; † Mitte des 11. Jahrhunderts), Ministeriale und Erbauer der Kapelle des Hl. Nikolaus in Klotten
- Emecho I. von Clotten (* um 1190 in Klotten; † 30. Oktober 1263 in Brauweiler), Benediktiner-Mönch und Abt der Abtei Brauweiler
- Heinrich von Clotten (1302–1367), Amtmann, Edelknecht und Burggraf zu Cochem und Klotten
- Johann von Clotten (Ritter) (* vor 1325–1401), Ritter, erzbischöflicher Amtmann und Burggraf in Cochem
- Johann von Clotten (Domherr) (* um 1351–1383), Kanoniker und Domherr in Trier
- Anna Maria Kees (1622– nach 1685), Äbtissin im Kloster Rosenthal (Eifel)
- Ananias Clotten (* um 1630–1699), Kapuziner, Novizenmeister und Schriftsteller
- Jakob Kees (1635- um 1690), Domkapitular in Wetzlar
- Heinrich Jodokus Wolff (1648–1714), Benediktiner und Prior der Abtei Brauweiler
- Johann Nikolaus Maas (* um 1664; † um 1721), kurfürstlicher Vogt und Hochgerichtsschöffe in Klotten
- Johann Josef Schunck (1849–1893), in Klotten geborener Schieferhandelsunternehmer und Weingroßhändler
- Philipp Loosen (1880–1962), Trier: Direktor des Arbeitsamtes und Bürgermeister
- Alois Thomas (1896–1993), Priester, Theologe und Bistumskonservator im Bistum Trier
- Else Harney (1919–1984), lebte und arbeitete als Keramikerin und Kunsthandwerkerin auf Burg Coraidelstein
- Wendelin Stahl (1922–2000), lebte und arbeitete als Keramiker und Kunsthandwerker auf Burg Coraidelstein
- Alfons Friderichs (1938–2021), Bankkaufmann, Diakon und Heimatforscher (Bundesverdienstkreuz)
- Klaus-Peter Balthasar (* 1954), Jurist und Kommunalpolitiker (CDU), von 1990 bis 2000 Landrat des Landkreises Cochem-Zell